# Runaway Hills
Die Runaway Hills (englisch für Ausreißerhügel) sind eine Hügelgruppe im ostantarktischen Viktorialand. In den Southern Cross Mountains bilden sie den nordwestlichen Ausläufer der Arrowhead Range.
Die Südgruppe einer von 1966 bis 1967 durchgeführten Kampagne im Rahmen der New Zealand Geological Survey Antarctic Expedition benannten sie so, nachdem beide ihrer Schneemobile bei einer Abfahrt unweit der Hügel außer Kontrolle geraten waren.